# Інфінітив
Інфініти́в (від лат. infinitivus — «невизначений», «неозначений»), або дієйме́нник або неозначена форма — початкова форма дієслова.

## Характеристика
Інфінітиву властиві особливі показники — закінчення або придієслівні частки. В українській це закінчення –ти (-ть): ходити, відзначити, пекти; у французькій — закінчення –er, -ir або –re: cacher, mourir, joindre; в англійській — придієслівна частка to: to be, to smell, to facilitate.
Він може мати вид (взути — взувати), стан (бити — битися), відносний час (лат. laudare «хвалити (зараз)», laudavisse «хвалити (у минулому)», laudaturum esse «хвалити (у майбутньому)» та, зрідка, особу та число (португал. falar «говорити», 1-а особа однини, falar-es «говорити», 2-а особа однини). Інфінітив бере участь в утворенні особових аналітичних форм (буду читати, фр. je vais lire).

## В українській мові
В індоєвропейських мовах інфінітив являє собою форму віддієслівного імені, яке перейшло у дієслівну парадигму. Історично, інфінітив називав дію як таку. Вважають, що інфінітив у слов'янських і балтійських мовах за походженням являє собою давальний відмінок праіндоєвропейських віддієслівних іменників на *-tis (аналогічно тому як супін походить від знахідного відмінка віддієслівних іменників на *-tus). Праслов'янський і прабалтський суфікс інфінітива *-ti походить від ранішого *-tei, де *-i є праіндоєвропейським закінченням давального відмінка.
У реченні інфінітив здебільшого відіграє роль присудка: хлопець буде гратися. Іноді він використовується на позначення підмета та присудка (курити — шкодити здоров'ю), частини присудка (його мрія — поїхати до Африки), обставини мети (пішов прогулятися), означення (я розповів про своє бажання відвідати місто).
Український інфінітив має закінчення -ти, але в діалектах і поезії можуть також вживатися форми на -ть.

## В інших мовах
В англійській мові інфінітив може мати суб'єктивну співвідносність: It's ridiculous for me to be consoling you «це смішно, що я тебе заспокоюю» (буквально: «це смішно для мене тебе заспокоювати»); I sent a boat for them to come home «я послав їм човна, щоб вони повернулися додому» (буквально: «я послав човна для них приїхати додому»). Схожі конструкції існують і у французькій, іспанській, німецькій мовах: фр. Je les ai vu rire «я бачив, як вони сміялися» (буквально: «я бачив їх сміятися»).